# 東劍橋郡
東劍橋郡（英語：East Cambridgeshire），英國英格蘭東部區域劍橋郡的一個非都市區（地方第二級區政府），由伊利鎮（區議會所在地）、伊利農村區和紐馬克農村區等城鎮或農莊，根據1972年的地方法，在1974年4月1日合併構成。
東劍橋郡的北部地區的魔鬼川地和劍橋大學附近，分別在1884年和1994年間，有考古學者發現了石器時代、青銅時代和鐵器時代等所遺留下的遺跡和物品，包括劍、矛、弓箭、斧頭、劍桿、石器、裝飾品和許多銅牌碎片等。其他發現包括火葬痕跡、手推車和黃金製的測量矩等。

## 城鎮與村莊

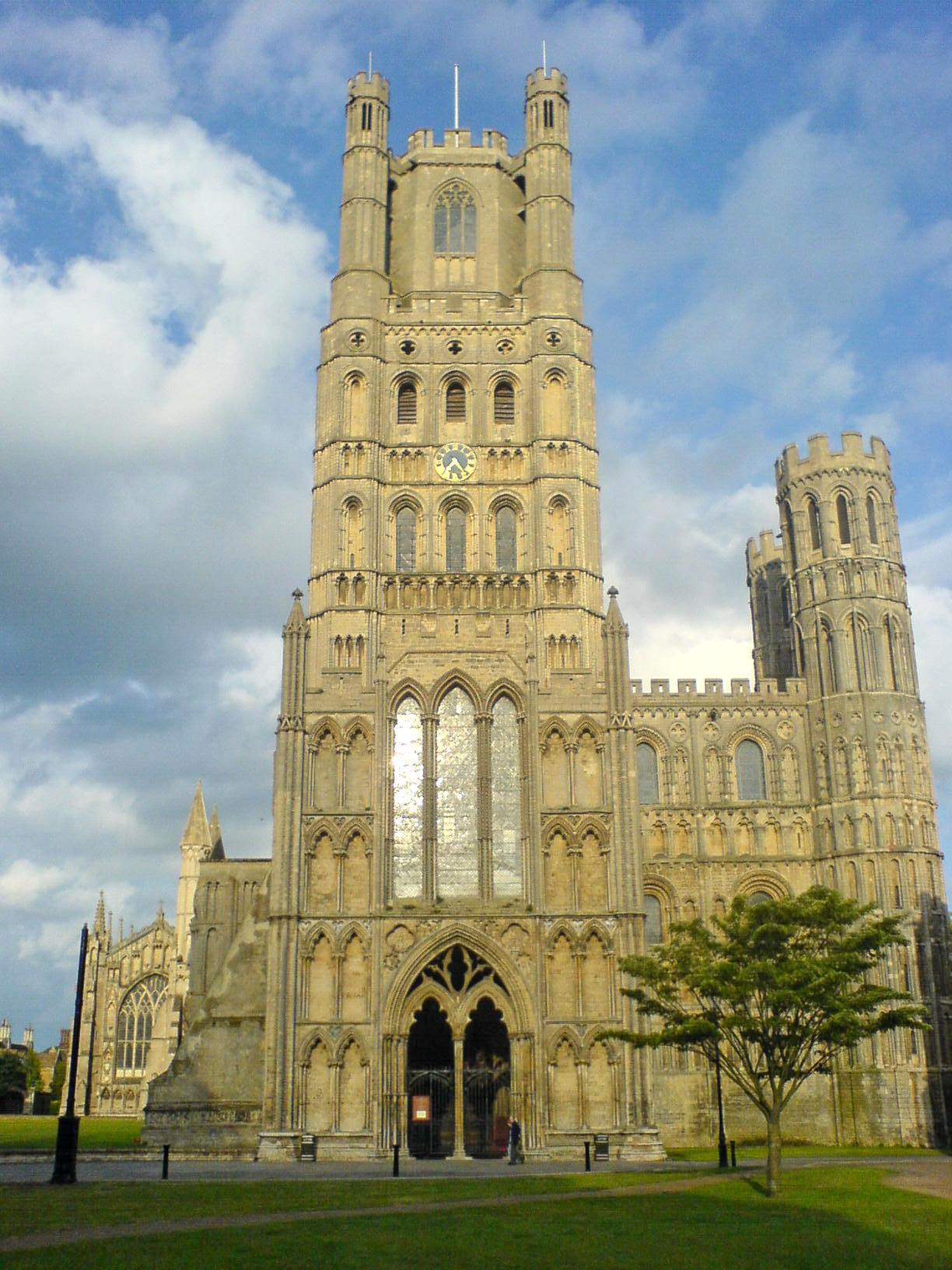
伊利鎮（人口15,102）鎮上的中世紀建築伊利大教堂，為世界七大奇蹟。伊利鎮也是全國7個有城市地位的民政教區